# Antidepressivo di terza generazione
Gli antidepressivi di terza generazione sono una classe di psicofarmaci utilizzati nel trattamento di diversi disturbi d'ansia e dell'umore, caratterizzati da un meccanismo d'azione innovativo e una approvazione recente. Si contrappongono agli antidepressivi di prima generazione (IMAO irreversibili e triciclici) e di seconda generazione (SSRI, SNRI) rispetto ai quali sembrerebbero avere maggiore velocità di azione (pochi giorni), maggiore efficacia specie nei confronti di sintomi secondari (come le disfunzioni cognitive), miglior profilo di effetti collaterali e minori interazioni farmacologiche.
Di questi fanno parte i farmaci così detti "multimodali" (cioè in grado di agire su più target terapeutici contemporaneamente) e gli IMAO reversibili. La loro recente approvazione, nonché la mancanza di ampi studi comparativi con classi di farmaci più vecchi, non ne ha permesso ancora la diffusa utilizzazione da parte dei medici.

## Meccanismo di azione
- Modulatori e stimolatori della serotonina: sono farmaci che interagiscono con più target contemporaneamente, associando ad esempio l'inibizioni del reuptake delle monoammine (in particolare la serotonina) con un'azione antagonista verso alcuni recettori sinaptici, migliorando così il profilo terapeutico e degli effetti collaterali.
  - Vortioxetina
  - Vilazodone
- Inibitori reversibili delle MAO: sono farmaci che agiscono come inibitori reversibili delle monoamino ossidasi, cioè sullo stesso target dei vecchi farmaci IMAO, di cui conservano l'efficacia terapeutica ma non gli effetti collaterali, come le interazioni con i cibi contenenti tiramina o le ammine simpatico mimetiche. Pur avendo efficacia comparabile agli altri antidepressivi ma con un molto buono profilo di effetti collaterali, sono ampiamente sotto prescritti a causa della errata convinzione che abbiano gli stessi rischi dei vecchi IMAO.
  - Moclobemide
  - Toloxatone